# Patsy O'Connell Sherman
Patsy O’Connell Sherman (Minneapolis, 15 de setembro de 1930 — 11 de fevereiro de 2008) foi uma química estadunidense.
Co-inventora, juntamente com Samuel Smith, do Scotchgard.